# Рожанский, Иван Дмитриевич
Ива́н Дми́триевич Рожа́нский (30 сентября 1913, Харьков — 25 августа 1994, Москва) — советский и российский историк античной и эллинистической науки и философии. Кандидат физико-математических наук, доктор философских наук.

## Биография
Сын Д. А. Рожанского.
Окончил физико-механический факультет Ленинградского политехнического института (1935), аспирантуру там же.
В 1940 году защитил кандидатскую диссертацию по теоретической физике под руководством Я. И. Френкеля).
В 1940 году был призван в армию Выборгским РВК. Участник Великой Отечественной войны.
В 1941—1942 гг. участвовал в боях на Карельском фронте в пехотных частях. Командовал отделением, позднее — зам.политрука. Кандидат в члены ВКП(б) с 1942 года. Приказом ВС Карельского фронта №: 152 от: 08.03.1943 года диктор звуковещательной батареи политуправления Карельского фронта старший сержант Рожанский награждён медалью «За боевые заслуги».
В школе политуправления 2-го Белорусского фронта с июля 1944 года.
Приказом ВС 2-го Белорусского фронта №: 161 от: 21.02.1945 года зам.начальника антифашистской школы по учебной части Политуправления 2-го Белорусского фронта старший лейтенант Рожанский награждён орденом Отечественной войны 2-й степени за подготовку 129 антифашистов для засылки работы в тылу врага.
Приказом ВС 2-го Белорусского фронта №: 755 от: 22.06.1945 года зам.начальника антифашистской школы по учебной части Политуправления 2-го Белорусского фронта старший лейтенант Рожанский награждён орденом Красной Звезды за подготовку 201 антифашиста для засылки работы в тылу врага и работы на оккупированных территориях Германии.
Окончил Военную академию Вооруженных сил СССР (1947). Демобилизован в 1949 году.
В 1950-х — 1960-х годах работал в Президиуме Академии наук СССР.
С 1967 года до конца своей жизни работал в Институте истории естествознания и техники АН СССР, специализировался по истории античной науки и философии.
В 1968 году записал на пленку авторское чтение писателя В. Т. Шаламова.
Защитил докторскую диссертацию в 1974 году.

## Семья
- Первая жена Н. В. Кинд, геолог. Дочь Надежда (1956 года рождения).
- Вторая жена Ю. М. Живова (дочь М. С. Живова). Сын Фёдор (1966 года рождения), лингвист, специалист по финно-угорским языкам.

## Награды
Награждён орденом Красной Звезды, орденом Отечественной войны II степени и 6 медалями.

## Основные труды
- Рожанский И. Д. Анаксагор. У истоков античной науки. — М.: Наука, 1972. — 320 с. — 6200 экз. (в пер.)
- Рожанский И. Д. Развитие естествознания в эпоху античности: Ранняя греческая наука «о природе» / Отв. ред. А. В. Ахутин; ИИЕТ АН СССР. — М.: Наука, 1979. — 488 с. — (Библиотека всемирной истории естествознания). — 6100 экз. (в пер.)
- Рожанский И. Д. Античная наука. — М.: Наука, 1980. — 200 с. — (История науки и техники). — 50 000 экз. (обл.)
- Рожанский И. Д. Анаксагор. — М.: Мысль, 1983. — 144 с. — (Мыслители прошлого). — 60 000 экз. (обл.)
- Rožanskij Ivan D. Geschichte der antiken Wissenschaft. — München: Piper, 1984. — 213 с. (в пер.)
- Рожанский И. Д. История естествознания в эпоху эллинизма и Римской империи / Отв. ред. П. П. Гайденко; Рецензенты: акад. Т. И. Ойзерман, Л. А. Маркова; ИИЕТ АН СССР. — М.: Наука, 1988. — 448 с. — (Библиотека всемирной истории естествознания). — 8900 экз. — ISBN 5-02-008018-7. (в пер.)
- Рожанский И. Д., Рожанская М. М., Филонович С. Р. Д. А. Рожанский / Отв. ред. В. П. Визгин. — М.: Наука, 2003. — 160 с. — (Научно-биографическая литература). — 570 экз. — ISBN 5-02-002854-1. (в пер.)

Статьи
- Расизм и Древняя Греция